# Tarim
 Tarim este un râu cu o lungime de  2.030 km situat în China de nord-vest Asia Centrală.
A nu se confunda cu orașul Tarim de pe Valea  Hadramaut din Yemenul de sud.
El este cel mai lung râu din Asia Centrală, care izvorăște în regiunea autonomă Xinjiang la sud-est de orașul Aksu prin confluența mai multor râuri, traversează bazinul Tarim în partea de nord a deșertului Taklamakan curgând spre est. Tarim are un bazin hidrografic apreciat între  400.000 și 1 milion de km². Din apele râului au fost irigateîn anul 2002  198.000 km².
Până în anul 1949 râul s-a bifurcat pe cursul inferior, în două ramuri, ramura principală curgând spre sud-vest, iar când era perioada topirii zăpezii se vărsa o parte în regiunea mlăștinoasă Kara Buran Köl. Inainte de seca acest braț, ajungea apa râului să alimenteze și lacul Lop Nor.